# Grand Prix Formule 1 van San Marino 1983
De Grand Prix Formule 1 van San Marino 1983 werd gehouden op 1 mei 1983 in Imola. Het was de vierde race van het seizoen.

## Kwalificatie
| Positie | Nr. | Coureur            | Constructeur  | Tijd     |
| ------- | --- | ------------------ | ------------- | -------- |
| 1       | 28  | René Arnoux        | Ferrari       | 1:31:238 |
| 2       | 5   | Nelson Piquet      | Brabham-BMW   | 1:31:964 |
| 3       | 27  | Patrick Tambay     | Ferrari       | 1:31:967 |
| 4       | 15  | Alain Prost        | Renault       | 1:32:138 |
| 5       | 6   | Riccardo Patrese   | Brabham-BMW   | 1:32:969 |
| 6       | 16  | Eddie Cheever      | Renault       | 1:33:450 |
| 7       | 9   | Manfred Winkelhock | ATS-BMW       | 1:33:470 |
| 8       | 22  | Andrea de Cesaris  | Alfa Romeo    | 1:33:528 |
| 9       | 11  | Elio de Angelis    | Lotus-Renault | 1:34:332 |
| 10      | 23  | Mauro Baldi        | Alfa Romeo    | 1:35:000 |
| 11      | 1   | Keke Rosberg       | Williams-Ford | 1:35:086 |
| 12      | 29  | Marc Surer         | Arrows-Ford   | 1:35:411 |
| 13      | 3   | Michele Alboreto   | Tyrrell-Ford  | 1:35:525 |
| 14      | 35  | Derek Warwick      | Toleman-Hart  | 1:35:676 |
| 15      | 12  | Nigel Mansell      | Lotus-Ford    | 1:35:703 |
| 16      | 2   | Jacques Laffite    | Williams-Ford | 1:35:707 |
| 17      | 36  | Bruno Giacomelli   | Toleman-Hart  | 1:35:969 |
| 18      | 8   | Niki Lauda         | McLaren-Ford  | 1:36:099 |
| 19      | 25  | Jean-Pierre Jarier | Ligier-Ford   | 1:36:116 |
| 20      | 30  | Chico Serra        | Arrows-Ford   | 1:36:258 |
| 21      | 33  | Roberto Guerrero   | Theodore-Ford | 1:36:324 |
| 22      | 4   | Danny Sullivan     | Tyrrell-Ford  | 1:36:359 |
| 23      | 34  | Johnny Cecotto     | Theodore-Ford | 1:36:638 |
| 24      | 7   | John Watson        | McLaren-Ford  | 1:36:652 |
| 25      | 26  | Raul Boesel        | Ligier-Ford   | 1:37:322 |
| 26      | 31  | Corrado Fabi       | Osella-Ford   | 1:37:711 |
| DNQ     | 17  | Eliseo Salazar     | RAM-Ford      | 1:38:097 |
| DNQ     | 32  | Piercarlo Ghinzani | Osella-Ford   | 1:38:873 |

## Wedstrijd
| Positie | Nr. | Coureur            | Constructeur  | Ronden | Tijd/Opgave | Grid | Punten |
| ------- | --- | ------------------ | ------------- | ------ | ----------- | ---- | ------ |
| 1       | 27  | Patrick Tambay     | Ferrari       | 60     | 1:37:52.460 | 3    | 9      |
| 2       | 15  | Alain Prost        | Renault       | 60     | + 48.781    | 4    | 6      |
| 3       | 28  | René Arnoux        | Ferrari       | 59     | + 1 Ronde   | 1    | 4      |
| 4       | 1   | Keke Rosberg       | Williams-Ford | 59     | + 1 Ronde   | 11   | 3      |
| 5       | 7   | John Watson        | McLaren-Ford  | 59     | + 1 Ronde   | 24   | 2      |
| 6       | 29  | Marc Surer         | Arrows-Ford   | 59     | + 1 Ronde   | 12   | 1      |
| 7       | 2   | Jacques Laffite    | Williams-Ford | 59     | + 1 Ronde   | 16   |        |
| 8       | 30  | Chico Serra        | Arrows-Ford   | 58     | + 2 Rondes  | 20   |        |
| 9       | 26  | Raul Boesel        | Ligier-Ford   | 58     | + 2 Rondes  | 25   |        |
| 10      | 23  | Mauro Baldi        | Alfa Romeo    | 57     | Motor       | 10   |        |
| 11      | 9   | Manfred Winkelhock | ATS-BMW       | 57     | + 3 Rondes  | 7    |        |
| 12      | 12  | Nigel Mansell      | Lotus-Ford    | 56     | Spin        | 15   |        |
| DNF     | 6   | Riccardo Patrese   | Brabham-BMW   | 54     | Spin        | 5    |        |
| DNF     | 22  | Andrea de Cesaris  | Alfa Romeo    | 45     | Ontsteking  | 8    |        |
| DNF     | 11  | Elio de Angelis    | Lotus-Renault | 43     | Handling    | 9    |        |
| DNF     | 5   | Nelson Piquet      | Brabham-BMW   | 41     | Motor       | 2    |        |
| DNF     | 25  | Jean-Pierre Jarier | Ligier-Ford   | 39     | Radiator    | 19   |        |
| DNF     | 4   | Danny Sullivan     | Tyrrell-Ford  | 37     | Botsing     | 22   |        |
| DNF     | 35  | Derek Warwick      | Toleman-Hart  | 27     | Spin        | 14   |        |
| DNF     | 31  | Corrado Fabi       | Osella-Ford   | 20     | Spin        | 26   |        |
| DNF     | 36  | Bruno Giacomelli   | Toleman-Hart  | 20     | Ophanging   | 17   |        |
| DNF     | 8   | Niki Lauda         | McLaren-Ford  | 11     | Spin        | 18   |        |
| DNF     | 34  | Johnny Cecotto     | Theodore-Ford | 11     | Spin        | 23   |        |
| DNF     | 3   | Michele Alboreto   | Tyrrell-Ford  | 10     | Botsing     | 13   |        |
| DNF     | 33  | Roberto Guerrero   | Theodore-Ford | 3      | Spin        | 21   |        |
| DNF     | 16  | Eddie Cheever      | Renault       | 1      | Turbo       | 6    |        |
| DNQ     | 17  | Eliseo Salazar     | RAM-Ford      |        |             |      |        |
| DNQ     | 32  | Piercarlo Ghinzani | Osella-Ford   |        |             |      |        |

## Wetenswaardigheden
- Dit is tot op heden de laatste Grand Prix waarbij de coureurs op het podium allemaal dezelfde nationaliteit dragen. Alle drie kwamen uit Frankrijk.

## Noot
- Dit was de tweehonderdste Grand Prix-start voor een Braziliaanse coureur en de vijfde Grand Prix-start voor een Venezolaanse coureur.

1981 · 1982 · 1983 · 1984 · 1985 · 1986 · 1987 · 1988 · 1989 · 1990 · 1991 · 1992 · 1993 · 1994 · 1995 · 1996 · 1997 · 1998 · 1999 · 2000 · 2001 · 2002 · 2003 · 2004 · 2005 · 2006